# Cassidy Pickrell
Cassidy Pickrell (* 18. Oktober 1994 in Coppell, Texas) ist eine ehemalige US-amerikanische Volleyballspielerin.

## Karriere
Pickrell begann ihre Karriere an der Coppell High School. Von 2013 bis 2015 studierte sie zunächst an der University of California, Irvine und spielte in der Universitätsmannschaft. Anschließend setzte sie ihr Studium an der Arizona State University fort und gehörte zum Team der Sun Devils. 2017 ging die Außenangreiferin in die Schweiz zu Neuchâtel UC. Ein Jahr später wechselte sie zum polnischen Verein DPD Legionovia Legionowo. Im März 2019 wurde sie als Ersatz für eine verletzte Spielerin vom Schweizer Verein TS Volley Düdingen für den Rest der Saison verpflichtet. Danach wechselte sie zum Bundesligisten Schwarz-Weiss Erfurt. Nach der Saison beendete sie ihre Profikarriere und ließ sich bei der United States Air Force zur Pilotin ausbilden und ist seitdem als solche dort tätig.